# 高等教育統計局
高等教育統計局（英語：Higher Education Statistics Agency，縮寫为 HESA）是英國負責收集、分析及傳播高等教育信息的官方機構。成立於1993年。
高等教育統計局成立了高等教育統計局有限責任公司，其下成員包括Universities UK和GuildHE。

## 外部連結
- HESA Official Website
- Mobile web service